# Chaetonopsis spinosa
Chaetonopsis spinosa är en tvåvingeart som först beskrevs av Daniel William Coquillett 1899.  Chaetonopsis spinosa ingår i släktet Chaetonopsis och familjen parasitflugor. Inga underarter finns listade i Catalogue of Life.